# Campeonato Africano de Judo de 2013
El XXII Campeonato Africano de Judo se celebró en Maputo (Mozambique) entre el 18 y el 19 de abril de 2013 bajo la organización de la Unión Africana de Judo.
En total se disputaron dieciséis pruebas diferentes, ocho masculinas y ocho femeninas.

## Resultados

### Masculino
| Evento            | Oro                       | Plata                        | Bronce                                                 |
| ----------------- | ------------------------- | ---------------------------- | ------------------------------------------------------ |
| –60 kg            | Yasin Mudatir Marruecos   | Mohamed Abdelmawgud · Egipto | Fraj Dhuibi Túnez Mohamed El-Kawisah Libia             |
| –66 kg            | Husem Jalfaui Túnez       | Ahmed Mohamedi Argelia       | Ahmed Awad · Egipto · Hud Zurdani · Argelia            |
| –73 kg            | Gideon van Zyl Sudáfrica  | Hamza Barhumi Túnez          | Yusef Ouahab Argelia Emmanuel Nartey Ghana             |
| –81 kg            | Safuan Ataf Marruecos     | Abdelaziz Ben Amar Túnez     | Mohamed Abdelaal · Egipto · Yasin Ladur · Argelia      |
| –90 kg            | Hatem Abdelajer · Egipto  | Mohamed Darwish · Egipto     | Amar Benijlef Argelia Kinapeya Kone Costa de Marfil    |
| –100 kg           | Ramadan Darwish · Egipto  | Lyes Buyacub Argelia         | Anis Ben Jaled Túnez Amdy Fall Senegal                 |
| +100 kg           | Faisal Yabalá Túnez       | Mohamed Tayeb Argelia        | Islam El-Shehabi · Egipto · El-Mehdi Malki · Marruecos |
| Categoría abierta | Islam El-Shehabi · Egipto | Faisal Yabalá Túnez          | Dieudonne Dolassem Camerún Bilal Zuani Argelia         |

### Femenino
| Evento            | Oro                       | Plata                          | Bronce                                               |
| ----------------- | ------------------------- | ------------------------------ | ---------------------------------------------------- |
| –48 kg            | Taciana Lima Guinea-Bisáu | Sabrina Saidi Argelia          | Hela Ayari Túnez Asaramanitra Ratiarison Madagascar  |
| –52 kg            | Amani Jalfaui Túnez       | Dyazia Hadad Argelia           | Christianne Legentil Mauricio Mariama Ndao Senegal   |
| –57 kg            | Nesria Yelasi Túnez       | Fatima Zohra Ait Ali Marruecos | Ons Ben Mesaud Túnez Hortence Diédhiou Senegal       |
| –63 kg            | Rizlen Zuak Marruecos     | Imen Aguar Argelia             | Asma Byaui Túnez Hélène Wezeu Dombeu Camerún         |
| –70 kg            | Asma Niang Marruecos      | Antónia Moreira Angola         | Hend Abdelmeyid · Egipto · Huda Miled · Túnez        |
| –78 kg            | Hana Maregni Túnez        | Audrey Koumba Gabón            | Hortence Atangana Camerún Kauzar Ualal Argelia       |
| +78 kg            | Nihel Sheij Ruhu Túnez    | Sahar Trabelsi Túnez           | Sonia Aselah Argelia Dechantal Fokou Ntolack Camerún |
| Categoría abierta | Nihel Sheij Ruhu Túnez    | Esther Ratugi Kenia            | Dechantal Fokou Ntolack Camerún Kauzar Ualal Argelia |

## Medallero
| Núm. | País            | Oro | Plata | Bronce | Total |
| ---- | --------------- | --- | ----- | ------ | ----- |
| 1    | Túnez           | 7   | 4     | 6      | 17    |
| 2    | Marruecos       | 4   | 1     | 1      | 6     |
| 3    | Egipto          | 3   | 2     | 4      | 9     |
| 4    | Guinea-Bisáu    | 1   | 0     | 0      | 1     |
| 4    | Sudáfrica       | 1   | 0     | 0      | 1     |
| 6    | Argelia         | 0   | 6     | 8      | 14    |
| 7    | Angola          | 0   | 1     | 0      | 1     |
| 7    | Gabón           | 0   | 1     | 0      | 1     |
| 7    | Kenia           | 0   | 1     | 0      | 1     |
| 10   | Camerún         | 0   | 0     | 5      | 5     |
| 11   | Senegal         | 0   | 0     | 3      | 3     |
| 12   | Costa de Marfil | 0   | 0     | 1      | 1     |
| 12   | Ghana           | 0   | 0     | 1      | 1     |
| 12   | Libia           | 0   | 0     | 1      | 1     |
| 12   | Madagascar      | 0   | 0     | 1      | 1     |
| 12   | Mauricio        | 0   | 0     | 1      | 1     |
|      | TOTAL           | 16  | 16    | 32     | 64    |